# Corporación Financiera Nacional
La Corporación Financiera Nacional B.P. (CFN) es una banca de desarrollo de Ecuador, institución financiera pública, cuya misión consiste en impulsar el desarrollo de los sectores productivos y estratégicos, a través de múltiples servicios financieros y no financieros alineados a las políticas públicas.

## Trayectoria
La CFN B.P., durante su trayectoria institucional, ha consolidado su actividad crediticia, reiterando el compromiso de continuar sirviendo al sector productivo con especial atención a las micro, pequeñas y medianas empresas, apoyándolas adicionalmente en programas de capacitación, asistencia técnica y firma de convenios interinstitucionales para el fomento productivo, buscando mejorar y resaltar la gestión empresarial como fuente de competitividad a mediano y largo plazo.
La CFN B.P. reafirma el propósito de caminar de la mano con las políticas macroeconómicas del Estado, anteponiendo el contingente técnico y altamente profesional de sus funcionarios que, con mística y lealtad, mantienen a la Institución como el pilar fundamental de desarrollo del país, conscientes de que el esfuerzo común se revierte en la generación de fuentes de trabajo y empleo en beneficio del pueblo ecuatoriano.
La acción institucional está enmarcada dentro de los alineamientos de los programas del Gobierno Nacional, dirigidos a la estabilización y dinamización económica, convirtiéndose en un agente decisivo para la consecución de las reformas emprendidas.
Lleva un ritmo de acción coherente con los objetivos nacionales, brindando el empuje necesario para que los sectores productivos enfrenten en mejores condiciones la competencia externa.
Cuenta con una amplia red de sucursales a nivel nacional. La CFN B.P. opera en Guayaquil (matriz), Quito (oficina principal), Riobamba, Cuenca, Loja, Latacunga, Ambato, Ibarra, Esmeraldas, Manta, Machala y Salinas.

## Historia
En 1948 fue creado el Fondo de Regulación de Valores con el objetivo de procurar un ordenamiento del mercado de Bonos del Estado que funcionaba como una dependencia del Banco Central del Ecuador.
En mayo de 1953 se independiza el Fondo del Instituto Emisor, se amplían sus funciones facultándole negociar cédulas hipotecarias emitidas por el Banco Nacional de Fomento y por los bancos privados con fines de fomento agrícola e industrial.
En julio de 1955 el organismo toma el nombre de Comisión Nacional de Valores, dotándole de un Directorio propio.
El 11 de agosto de 1964 se expidió el Decreto 1726, creando la Comisión de Valores – Corporación Financiera Nacional, que operaría sobre la estructura y la experiencia de la Comisión Nacional de Valores. El decreto fue publicado en el Registro Oficial 316, el 21 de agosto de 1964. http://www.cfn.fin.ec/wp-content/uploads/downloads/2016/02/DECRETO-SUPREMO-1726-RO.1726-de-21-AGO-1964.pdf
La Corporación Financiera Nacional, fue concebida como una Banca de Desarrollo para financiar a mediano y largo plazo aquellos proyectos definidos como prioritarios.
Empezó su gestión administrando un crédito de cinco millones de dólares confiado por la Agencia de los Estados Unidos para el Desarrollo Internacional USAID.
Inició sus actividades como banca para el desarrollo industrial, divulgó la formulación y evaluación de proyectos como instrumentos idóneos para la decisión de inversión. Participó en el capital de riesgo en empresas que desarrollaron importantes proyectos en el país, en el mercado de valores, en el financiero y en el productivo.
A lo largo de su existencia y gracias a su solvencia técnica y financiera, le permitió ser sujeto de crédito de varias líneas concedidas aún sin la garantía del Gobierno Nacional, por parte de Agencias especializadas como el Kreditanstalt –KfW – de la República Federal de Alemania, Eximbank de EE. UU. y los más destacados bancos suizos.
De igual manera constan instituciones como el Banco Mundial, Banco Interamericano de Desarrollo, Corporación Andina de Fomento, Corporación Financiera Holandesa – FMO .
Su rol preponderante le permitió ser parte activa para la creación de las Compañías Financieras Privadas, las Bolsas de Valores de Quito y Guayaquil, la participación en la expedición de la Ley de Compañías, de la Ley de Arrendamiento Financiero y la formulación del estudio que sustentaría el seguro de crédito a las exportaciones.
Cuando se iniciaba la actividad petrolera en Ecuador en agosto de 1972, el Estado le confirió la administración del Fondo de Promoción de Exportaciones FOPEX, que atendería la financiación de la exportación de los bienes no tradicionales, contribución efectiva en la obtención de mayores divisas para el Ecuador. 
Desde sus orígenes atendió al financiamiento de la pequeña industria, programa que fue conocido en 1981 como Fondo de Financiamiento a la Pequeña Industria y Artesanía FOPINAR, aprovechando la línea de crédito otorgada por el Banco Mundial.
En 1984 inauguró su edificio matriz situado frente al Parque El Ejido. Esta nueva infraestructura constituyó un aporte al progreso urbanístico de Quito.
En 1989 El Gobierno Nacional por Decreto 252 del 11 de agosto de 1989, confirió la Condecoración “Al Mérito al Pabellón Institucional”. 
Para 1992 la CFN fue transformada en Banca de segundo piso, modalidad que le permitió proporcionar financiamiento multisectorial a través del sistema financiero nacional, habiendo entregado hasta el año 2008 créditos por USD 2.427 millones de dólares.
A partir de septiembre de 1997 la Corporación inició su gestión fiduciaria prestando servicios civiles y/o mercantiles tanto a instituciones de derecho público como a entidades de derecho privado.  Actualmente es una de las fiduciarias más grandes del país, administrando un monto de patrimonios autónomos que bordean los USD 1000 millones de dólares.
Con la crisis financiera de los años 1999 y 2000 se impactó profundamente la estabilidad de la Institución, pues en el mes de noviembre de 1999,  mediante Decreto Ejecutivo n.º 1492, se obligó a la CFN a recibir un monto aproximado de USD 384 millones en Certificados de Depósitos Reprogramados CDR y Certificados de Pasivos Garantizados CPG, documentos que emitió la banca cerrada, con garantía del Estado ecuatoriano, como medio de pago de cartera vigente, por vencer y vencida. Con esta decisión muchos proyectos y programas quedaron detenidos. Sin embargo la institución pudo recuperarse de este impase y salió a flote. 
El 31 de octubre de 2005 CFN fue facultada nuevamente para realizar operaciones de primer piso, luego de que el Poder Ejecutivo dictaminó favorablemente las modificaciones a su Ley Constitutiva, aprobadas por el Congreso Nacional, y que fueron publicadas en el Registro Oficial n.º 143 del 11 de noviembre de 2005. Posteriormente el Congreso Nacional codificó la Ley Orgánica de la CFN la misma que se publicó en el Registro Oficial n.º 387 del 30 de octubre de 2006.
Durante el 2007 el Gobierno Nacional decidió recapitalizar a la entidad financiera mediante la Cuenta Especial de Reactivación Productiva y Social Cereps, el monto fue de USD $ 150 millones, que fueron destinados a la creación de dos líneas crediticias: la primera estuvo destinada a los grandes empresarios, quienes podían acceder a montos que iban desde $ 50000 hasta $ 500000, mientras que la segunda se dirigió a los pequeños productores y microempresarios, los cuales podían beneficiarse del plan 5-5-5 ($ (5000, 5 años plazo al 5% de interés)
Con el objetivo de financiar a inversionistas privados, en 2009 el Gobierno del Ecuador promovió una nueva recapitalización a la CFN por un monto de USD $ 347.3 millones mediante Certificados de Pasivos Garantizados CPG; esta acción le permitió a la institución obtener liquidez y dinamizar más la industria nacional.
Desde el 2011 la CFN trasladó su oficina matriz a la ciudad de Guayaquil con el objetivo de promover la descentralización y mejorar la atención a sus clientes en todo el territorio ecuatoriano.
Gracias al buen manejo de sus operaciones en el año 2012, la CFN alcanzó un monto de USD $ 800 millones en colocaciones crediticias; lo cual representó un récord histórico en la banca pública del Ecuador.
En el año 2015 se inauguraron las nuevas instalaciones de la oficina principal Quito, hecho que permitió mejorar la atención ciudadana, puesto que esta dependencia se trasladó al nuevo centro financiero de la capital ecuatoriana.
A partir de diciembre de 2015 y vía decreto ejecutivo n.º 868 CFN cambió su denominación a Corporación Financiera Nacional CFN BP, con el objeto de financiar al sector productivo, de bienes y servicios, así como proyectos de desarrollo en el ámbito nacional e internacional
En el 2017, con el gobierno de Lenin Moreno, se desarrolla una estrategia de apoyo a los empresarios e inversionistas, por lo que desde la institución se han diseñado productos financieros adecuados con tasas y plazos acorde a la realidad de los proyectos que requiere el Ecuador para dinamizar el sistema financiero nacional; mediante la potenciación de la agroindustria, turismo, emprendimiento, construcción, exportaciones, entre otros.

## Productos financieros
- CFN Construye
- CFN Apoyo Total (antes Apoyo Solidario)
- Factoring Electrónico
- Factoring Internacional
- Financiamiento Forestal
- Crédito Directo para el Desarrollo

## Anuncio de su futura fusión
El gobierno del Ecuador anunció en 2022 que Corporación Financiera Nacional (CFN) y BanEcuador se fusionarán para crear un nuevo Banco público, el mismo que se denominará Banco de Fomento Económico del Ecuador B.P.. Al respecto, el presidente Guillermo Lasso firmó el decreto número 406, conforme con lo dispuesto en la Ley Orgánica para el Desarrollo Económico y Sostenibilidad Fiscal.